# NGC 1171
NGC 1171 est une galaxie spirale (intermédiaire ?) située dans la constellation de Persée. NGC 1171 a été découverte par l'astronome français Édouard Stephan en 1880.

## Caractéristiques
Sa vitesse par rapport au fond diffus cosmologique est de 2 569 ± 13 km/s, ce qui correspond à une distance de Hubble de 37,9 ± 2,7 Mpc (∼124 millions d'al).
À ce jour, une douzaine de mesures non basées sur le décalage vers le rouge (redshift) donnent une distance de 25,858 ± 5,813 Mpc (∼84,3 millions d'al), ce qui est à l'extérieur des valeurs de la distance de Hubble. Notons que c'est avec la valeur moyenne des mesures indépendantes, lorsqu'elles existent, que la base de données NASA/IPAC calcule le diamètre d'une galaxie et qu'en conséquence le diamètre de NGC 1171 pourrait être d'environ 36,5 kpc (∼119 000 al) si on utilisait la distance de Hubble pour le calculer.
La classe de luminosité de NGC 1171 est III-IV et elle présente une large raie HI.

## Groupe de NGC 1174
NGC 1171 fait partie d'un trio de galaxies, le groupe de NGC 1174. L'autre galaxie du trio est IC 284. (NGC 1174 est désigné comme étant NGC 1186 dans l'article de Garcia).